# Touha zvítězit
Touha zvítězit (v originále Jappeloup) je francouzsko-kanadský dramatický film z roku 2013, který režíroval Christian Duguay. Snímek měl premiéru dne 13. března 2013.

## Děj
Na konci 70. let 20. století zakládá Serge Durand v Gironde jezdecké centrum, kde jeho dospívající syn Pierre trénuje a účastní se regionálních parkurových soutěží. Serge se jich také účastní. Od souseda Henryho Dalia si koupí mladého koně Jappeloupa, malého, ale obdarovaného mimořádnou schopností relaxace. Pierre jde studocat. Raději se vzdá koňských soutěží, věnuje se vysokoškolskému vzdělání v Bordeaux a stane se právníkem.
V 80. letech 20. století Pierre opustí svou kariéru právníka a věnuje se opět jezdectví. Se svým koněm Jappeloupem, kterému nikdo nevěří, podstoupí riziko. Pouze jeho otec ho podporuje, dokud se jeho syn a Jappeloup neprosadí. Po letních olympijských hrách v roce 1984, kde je potkal velký neúspěch, je jeho žena Nadia a ošetřovatel Raphaëlle, povzbudí, aby se účastnili letních olympijských her v roce 1988.

## Obsazení
| Guillaume Canet   | Pierre Durand                            |
| Marina Handsová   | Nadia Durand, Pierrova žena              |
| Daniel Auteuil    | Serge Durand, Pierrův otec               |
| Lou de Laâge      | Raphaëlle Dalio, Jappeloupův koňák       |
| Tchéky Karyo      | Marcel Rozier, trenér francouzského týmu |
| Jacques Higelin   | Henry Dalio, první majitel Jappeloupa    |
| Marie Bunel       | Arlette Durand, Pierrova matka           |
| Joël Dupuch       | Francis Lebail                           |
| Frédéric Épaud    | Patrick Caron                            |
| Arnaud Henriet    | Frédéric Cottier                         |
| Donald Sutherland | americký zájemce o Jappeloupa            |
| Luc Bernard       | sportovní komentátor                     |
| Jean Rochefort    | sám sebe                                 |
| Sonia Ben Ammar   | Raphaëlle jako dítě                      |

## Ocenění
- Lumières: nominace v kategorii nejlepší herec (Guillaume Canet)
- César: nominace v kategorii nejslibnější herečka (Lou de Laâge)